# Barotac Nuevo

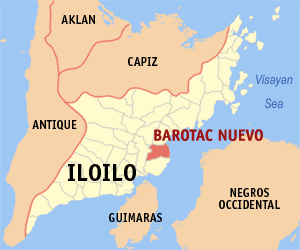
Bản đồ Iloilo với vị trí của Barotac Nuevo

Barotac Nuevo là một đô thị hạng 3 ở tỉnh Iloilo, Philippines. Theo điều tra dân số năm 2000 của Philipin, đô thị này có dân số 45.804 người trong 8.757 hộ.

## Các đơn vị hành chính
Barotac Nuevo được chia ra 29 barangays:
| - Acuit - Agcuyawan Calsada - Agcuyawan Pulo - Bagongbong - Baras - Bungca - Cabilauan - Cruz - Guintas - Igbong - Ilaud Poblacion - Ilaya Poblacion - Jalaud - Lagubang - Lanas | - Lico-an - Linao - Monpon - Palaciawan - Patag - Salihid - So-ol - Sohoton - Tabuc-Suba - Tabucan - Talisay - Tinorian - Tiwi - Tubungan |